# Jean-Pierre Dedieu
Jean-Pierre Dedieu (Prat-Bonrepaux, 8 agosto 1948) è uno storico francese specialista di storia spagnola e in particolar modo dell'Inquisizione.

## Biografia
Specialista riconosciuto di storia dell'Inquisizione spagnola a partire dalla sua partecipazione all'opera di Bartolomé Bennassar (di cui è stato allievo), L'Inquisition espagnole, XVe – XIXe siècle, Paris, Hachette, 1979, è stato autore di una ricerca fondamentale sull'Inquisizione di Toledo (L'administration de la foi. L'inquisition de Tolède et les vieux-chrétiens (XVIe – XVIIIe siècle), Madrid, Casa de Velázquez, 1989). Si è dedicato anche allo studio del sistema politico della monarchia iberica nei secoli XVIII e XIX e all'introduzione di tecniche informatiche nella ricerca storica (Sistema "Fichoz").
Membro dell'Ecole des Hautes Études Hispaniques (Casa de Velázquez, Madrid) dal 1976 al 1979 (di cui è stato in seguito componente del Consiglio Scientifico), è stato direttore della Maison des Pays Ibériques (CNRS/Université de Bordeaux III) dal 1995 al 2005. Dal gennaio 2005 è "Directeur de Recherches" in storia moderna e contemporanea presso il Laboratoire de Recherche historique Rhône-Alpes (LARHRA - CNRS UMR 5190/Université de Lyon), di cui ha fondato e diretto il Pôle "Méthodes".
Insieme a Guy Bedouelle ed Agostino Borromeo, ha coordinato il celebre Simposio Internazionale sull'Inquisizione, tenutosi in Vaticano nei giorni 29-31 ottobre 1998, in occasione dell'apertura agli studiosi dell'Archivio centrale della Congregazione per la dottrina della fede.